# Athletic Club de Madrid 1935-1936
Questa voce raccoglie le informazioni riguardanti l'Athletic Club de Madrid, antico nome del Club Atlético de Madrid, nelle competizioni ufficiali della stagione 1935-1936.

## Stagione
Nella stagione 1935-1936 i colchoneros, allenati da José Samitier, terminarono il campionato all'undicesimo posto. Con questo risultato la squadra avrebbe dovuto retrocedere ma al suo posto retrocesse l'Oviedo a causa dell'impraticabilità del proprio campo, rovinato dalla Guerra civile spagnola. In Coppa della Repubblica l'Athletic Madrid fu invece eliminato al terzo turno dallo Sporting Gjión. Nel campionato regionale di Castiglia-Aragona, la squadra si piazzò al terzo posto.

## Maglie e sponsor
| Manica sinistra · Manica sinistra · Maglietta · Maglietta · Manica destra · Manica destra · Pantaloncini · Calzettoni |

## Rosa
| N. |                   | Ruolo | Calciatore                     |
| -- | ----------------- | ----- | ------------------------------ |
| -  | Spagna (bandiera) | P     | Salvador Fernández Pacheco     |
| -  | Spagna (bandiera) | P     | Guillermo Rodríguez Gómez      |
| -  | Spagna (bandiera) | D     | Miguel Ángel Valcárcel Lorenco |
| -  | Spagna (bandiera) | D     | José Mesa Suárez               |
| -  | Spagna (bandiera) | C     | Abdón García Martínez          |
| -  | Spagna (bandiera) | C     | Ramón Gabilondo Alberdi        |
| -  | Spagna (bandiera) | C     | Santiago Buiría Rogel          |
| -  | Spagna (bandiera) | C     | Chacho                         |
| -  | Cuba (bandiera)   | C     | Francisco Martín Arencibia     |
| -  | Spagna (bandiera) | C     | Juan Antonio Ipiña             |

| N. |                      | Ruolo | Calciatore             |
| -- | -------------------- | ----- | ---------------------- |
| -  | Spagna (bandiera)    | C     | Martín Marculeta       |
| -  | Argentina (bandiera) | C     | Eleuterio Peña Iriarte |
| -  | Spagna (bandiera)    | A     | Ángel Arocha Guilléno  |
| -  | Spagna (bandiera)    | A     | Ciriaco Cuesta Sanz    |
| -  | Spagna (bandiera)    | A     | Vicente Estomba Otondo |
| -  | Spagna (bandiera)    | A     | Jaime Lazcano Escolá   |
| -  | Spagna (bandiera)    | A     | Julio Antonio Elícegui |
| -  | Spagna (bandiera)    | A     | Luis Marín Sabater     |
| -  | Spagna (bandiera)    | A     | José Rubio Arévalo     |
| -  | Spagna (bandiera)    | A     | José Manuel Urquiola   |

## Statistiche

### Statistiche di squadra
| Competizione           | Punti | Totale | Totale | Totale | Totale | Totale | Totale | DR  |
| Competizione           | Punti | G      | V      | N      | P      | Gf     | Gs     | DR  |
| ---------------------- | ----- | ------ | ------ | ------ | ------ | ------ | ------ | --- |
| Primera División       | 15    | 22     | 6      | 3      | 13     | 34     | 50     | -16 |
| Coppa della Repubblica | -     | 2      | 0      | 0      | 2      | 3      | 8      | -5  |
| Campionato Regionale   | 10    | 10     | 5      | 0      | 5      | 22     | 21     | +1  |
| Totale                 | -     | 32     | 11     | 3      | 20     | 59     | 79     | -20 |